# Grábóc
Grábóc es un pueblo ubicado en el distrito de Bonyhád, en el condado de Tolna, Hungría.

## Superficie
Posee una superficie de 13,73 kilómetros cuadrados.

## Demografía
Hasta 2019 la población era de 155 habitantes, con una densidad de población de 11,29 habitantes por kilómetro cuadrado.